# Летцель, Ян

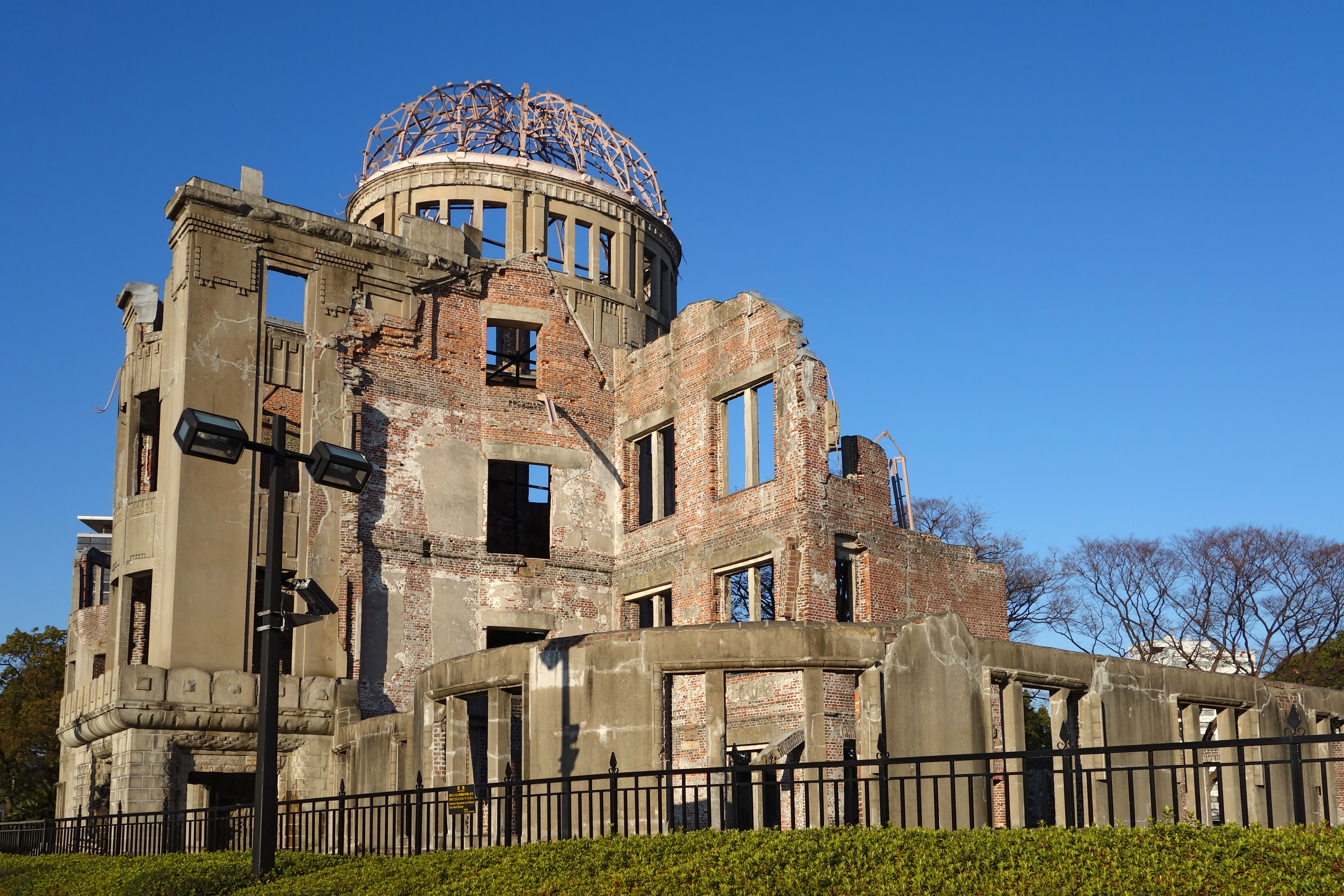
Купол атомной бомбы в Хиросиме

Ян Летцель (Jan Letzel; 9 апреля 1880 — 26 декабря 1925) — чешский архитектор, наиболее известный тем, что спроектировал кирпичное здание промышленной палаты Хиросимы, ныне известное как «Купол Гэмбаку» или «Атомный купол», уцелевшее после атомной бомбардировки 6 августа 1945 г.

## Биография
Ян Летцель родился в городе Наход в Богемии. Его родители владели отелем. После завершения обучения в строительном отделе Высшего профессионального училища, Ян получает место в управлении Гражданского строительства в Государственной Промышленной школе в Пардубице. В 1901 году он получил стипендию на обучение в Школе прикладных искусств в Праге, где обучался под руководством Яна Котеры — одного из основателей современной чешской архитектуры.
В 1902 и 1903 годах Ян предпринял ознакомительные поездки по Богемии, Далмации, Черногории и Герцеговине. С июня 1904 по август 1905 года Ян Летцель работает в архитектурной фирме Квидо Бельского в Праге. В то же время он спроектировал и построил санаторные корпуса в Мшене — Лазне в стиле ар-нуво. Некоторое время работал в Каире. Весной 1907 года Ян посетил Рим, Милан и Венецию, а затем вернулся назад в Прагу.
Следующим местом работы Летцеля стала Япония. После недолгого пребывания в Праге и Находе, в июне 1907 года он переехал в Токио, где работал в французской фирме. В 1910 году в Токио Летцелом и его другом Карлом Хорой была основана архитектурная компания. В последующие несколько лет им было спроектировано около 40 зданий, включая Французскую школу, Международную школу Святого Сердца, иезуитский колледж, немецкое посольство и несколько отелей и офисных зданий. Его наиболее известным проектом стало огромное административное здание Японской Торгово-промышленной палаты в Хиросиме, ныне — Мемориал мира в Хиросиме. В городе в то время преобладали двухэтажные деревянные здания, и Торгово-промышленная палата вскоре стала одной из самых ярких достопримечательностей Хиросимы. Особую известность это здание получило после взрыва атомной бомбы 1945 года. Палата была частично разрушена, но её купол устоял, и здание стало известно как Купол атомной бомбы. Ян Летцель умер до того, как его творение превратилось в мемориал.
Когда партнер Яна Карл Хора вернулся в Богемию в 1913 году, Летцель продолжил управление фирмой в одиночку. В 1915 году ему пришлось приостановить работу из-за Первой мировой войны. В 1918 году Чехословакия стала независимой страной, и год спустя Летцель получил место торгового атташе в чешском посольстве в Токио. В 1920 году он навестил родину, а затем вернулся на свой пост в Японию.
В 1922 году Летцель путешествовал по Японии и позже стал свидетелем разрушения многих спроектированных им зданий в результате Великого землетрясения Канто 1923 года. Глубоко разочарованный, он вернулся в Прагу в ноябре 1923 года, где спустя пару лет и умер в возрасте 45 лет.